# Švýcarská plošina
Švýcarská plošina (německy Schweizer Mittelland, francouzsky Plateau suisse) je alpská geomorfologická oblast ve Švýcarsku. Zahrnuje relativně níže položené oblasti sevřené mezi Jurou na severozápadě, Západními Alpami na jihu a Východními Alpami na východě. Na severovýchodě navazuje na typově podobnou oblast německého Alpského podhůří.
Švýcarská plošina tvoří jeden ze tří přírodních regionů Švýcarska (spolu s Jurou a Alpami) a představuje kolem 30 % švýcarského území. Její povrch je částečně plochý, mnohdy kopcovitý, střední nadmořská výška se pohybuje mezi 400 a 600 m. Je to zdaleka nejhustěji osídlená oblast Švýcarska, z čehož plyne i její význam pro průmysl a dopravu.

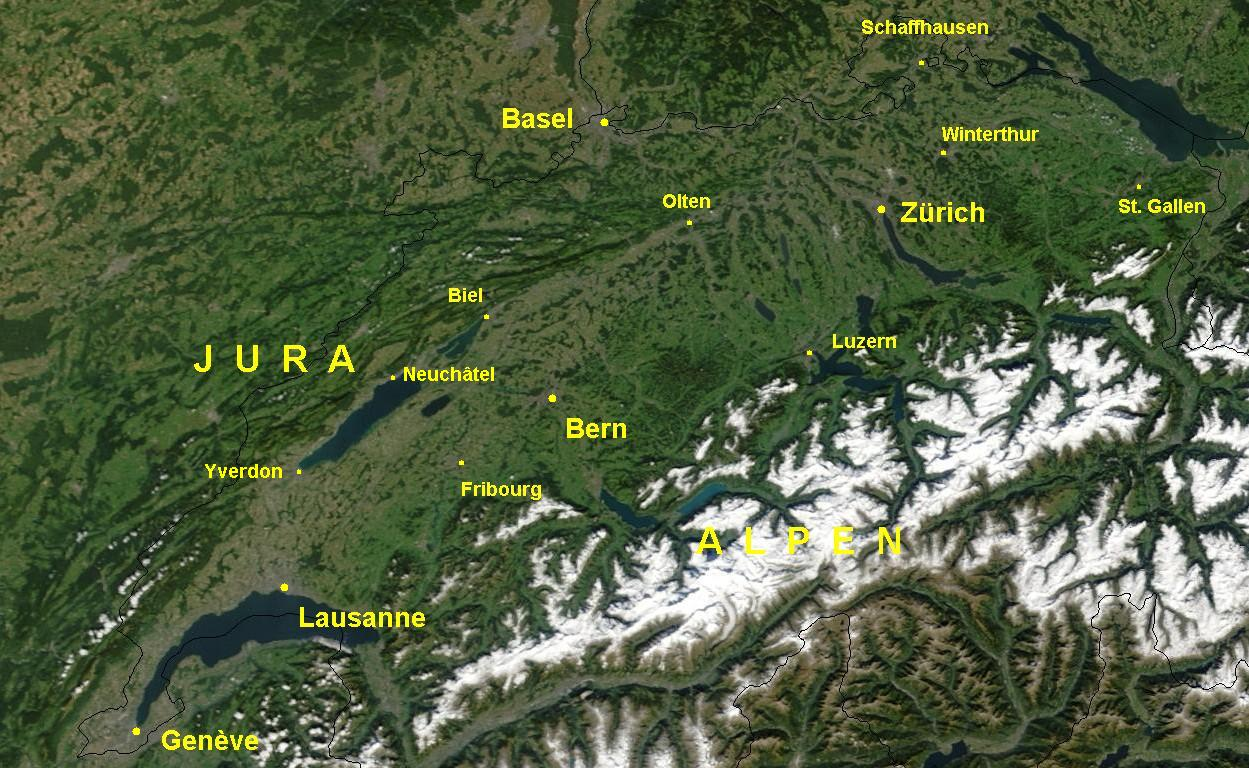
Satelitní snímek Švýcarské plošiny mezi Jurou a Alpami

Na severozápadě a severu je Švýcarská plošina geograficky i geologicky jasně ohraničena hřbety pohoří Jura. Jižní hranice s Alpami není zdaleka tak dobře definovaná. Na mnoha místech slouží jako hlavní kritérium náhlý zdvih terénu do nadmořských výšek přes 1500 m. Na jihozápadě plošina končí Ženevským jezerem, na severovýchodě Bodamským jezerem a Rýnem.
Podle členění Václava Krále patří Švýcarská plošina pod Předalpské plošiny a pahorkatiny:
- Alpy a okolní pánve
  - Předalpské plošiny a pahorkatiny
    - Schweizer Mittelland / Plateau suisse (Švýcarská plošina)
    - Oberschwäbisches Alpenvorland (Hornošvábské podhůří Alp)
    - Oberbayerisches Alpenvorland (Hornobavorské podhůří Alp)
    - Iller-Lech-Platte (Illersko-lešská plošina)
    - Donauniederung (Dunajská sníženina)
    - Oberbayerische Schotterplatten (Hornobavorské štěrkové plošiny)
    - Niederbayerisches Hügelland (Dolnobavorská pahorkatina)
    - Hausruck
    - Oberösterreichisches Alpenvorland (Hornorakouské podhůří Alp)
    - Niederösterreichisches Alpenvorland (Dolnorakouské podhůří Alp)
    - Tullner Becken (Tullnská pánev)